# یامینی کریشنامورتی
یامینی کریشنامورتی (انگلیسی: Yamini Krishnamurthy; ۲۰ دسامبر ۱۹۴۰ – ۳ اوت ۲۰۲۴) رقصندهٔ کلاسیک هندی است که در سبک‌های بهاراتاناتیام و کوچپودی تخصص دارد. او به دلیل اجراهای پرشور، تکنیک بی‌نقص و تعهدش به هنر رقص سنتی هند، به عنوان یکی از برجسته‌ترین رقصندگان کلاسیک هند شناخته می‌شود.
وی همچنین برندهٔ جوایزی همچون پادما شری شده است.

## زندگی اولیه و آموزش
یامینی کریشنا مورتی در آندرا پرادش، هند متولد شد و از کودکی به رقص علاقه‌مند بود. او تحت آموزش اساتید برجسته‌ای مانند راجو کوماری و ویرا ردی قرار گرفت و در جوانی به یکی از درخشان‌ترین چهره‌های رقص کلاسیک هند تبدیل شد.

## پیشرفت حرفه‌ای
او در سال‌های نخست فعالیت خود، در سبک بهاراتاناتیام به شهرت رسید و سپس به کوچپودی نیز روی آورد. یامینی اولین رقصندهٔ رسمی دربار ریاست جمهوری هند شد و اجراهایش را در سطح ملی و بین‌المللی به نمایش گذاشت.

## اجراهای بین‌المللی
او در بسیاری از کشورها، از جمله ایالات متحده، بریتانیا، فرانسه و روسیه اجرا داشته و به عنوان سفیر فرهنگی هند شناخته شده است. اجراهای او نه‌تنها تکنیک رقص سنتی را به نمایش می‌گذارند، بلکه ابعاد احساسی و داستانی عمیقی نیز دارند.

## جوایز و افتخارات
کریشنا مورتی جوایز متعددی را برای خدماتش به هنر دریافت کرده است، از جمله:
- پادما شری (۱۹۶۸) – چهارمین جایزهٔ غیرنظامی برتر هند
- پادما بوشان (۲۰۰۱) – سومین جایزهٔ غیرنظامی برتر هند
- کالیداس سمان – برای مشارکت در هنرهای نمایشی

## میراث و تأثیرگذاری
یامینی کریشنا مورتی با احیای سنت‌های کهن و تلفیق نوآوری با تکنیک‌های کلاسیک، تأثیر عمیقی بر رقص کلاسیک هند داشته است. او همچنان به تدریس و ترویج رقص مشغول است و به عنوان یک نماد فرهنگی در هند شناخته می‌شود.